# 黄驭
黄驭（1922年—1989年），曾用名黄守文，男，江苏涟水人，中华人民共和国政治人物，曾任安徽省人民政府副省长、安徽省经济委员会主任，安徽省人大常委会副主任。